# Zaleya sennii
Zaleya sennii är en isörtsväxtart som först beskrevs av Emilio Chiovenda, och fick sitt nu gällande namn av Charles Jeffrey. Zaleya sennii ingår i släktet Zaleya och familjen isörtsväxter. Inga underarter finns listade i Catalogue of Life.